# ティジャニ・ノスリン
- ティヤニ・ノスリン
- タイアニ・ノスリン

ティジャニ・ノスリン（Tijjani Noslin, 1999年7月7日 - ）は、オランダ・アムステルダム出身のサッカー選手。SSラツィオ所属。ポジションはフォワード。

## 経歴
1999年7月7日、オランダの首都アムステルダムに生まれた。FCデン・ボスやFCトゥウェンテなどの下部組織に在籍した後、アマチュアリーグに所属するUSVヘルクレスやDHSCでプレーした。
2021年にエールステ・ディヴィジのTOPオスとアマチュア契約を結んだが、そこからおよそ2か月後の8月にはエールディヴィジのフォルトゥナ・シッタートと2024年までの3年契約を結んだ。
2024年1月23日、イタリア・セリエAのエラス・ヴェローナFCに完全移籍で加入した。マルコ・バローニ監督のもと、第22節のフロジノーネ・カルチョ戦でデビューすると、以降ユヴェントス、ミラン、アタランタ、フィオレンティーナ、インテル相手に得点を挙げ、最終的にリーグ戦17試合で5得点4アシストの記録を残しクラブの1部残留に貢献した。
2024年6月30日、バローニが新監督として就任した同じくセリエAのSSラツィオに完全移籍で加入した。